# Сысолятин, Игорь Александрович
Игорь Алекса́ндрович Сысоля́тин (род. 13 октября 1972 года, Омск) — российский предприниматель, коллекционер, исследователь.

## Семья
- Отец — Сысолятин Александр Владимирович (род. 01 сентября 1947 года, Омск), доцент кафедры вычислительной техники и автоматики ОмИИТ, кандидат наук.
- Мать — Сысолятина Людмила Степановна (1950—2022), музыкальный руководитель в детском саду.
- Супруга Сысолятина (Казанцева) Татьяна Александровна (род. 8 сентября 1989 года, Омск).

Дети: 
- Сысолятина Елизавета Игоревна (от первого брака) (род. 23 января 1995 года, Омск)
- Сысолятина Варвара Игоревна (род. 19 апреля 2014 года, Москва)
- Сысолятина Дарья Игоревна (род. 19 июля 2017 года, Москва)

## Биография
Окончил с серебряной медалью среднюю школу №42 г. Омска в 1989 году, многократный победитель и призёр школьных олимпиад по математике, физике и химии. Учился в Омском политехническом институте. С 1989 года начал заниматься предпринимательской деятельностью. С 2008 года проживает в Москве.

## Коллекционирование

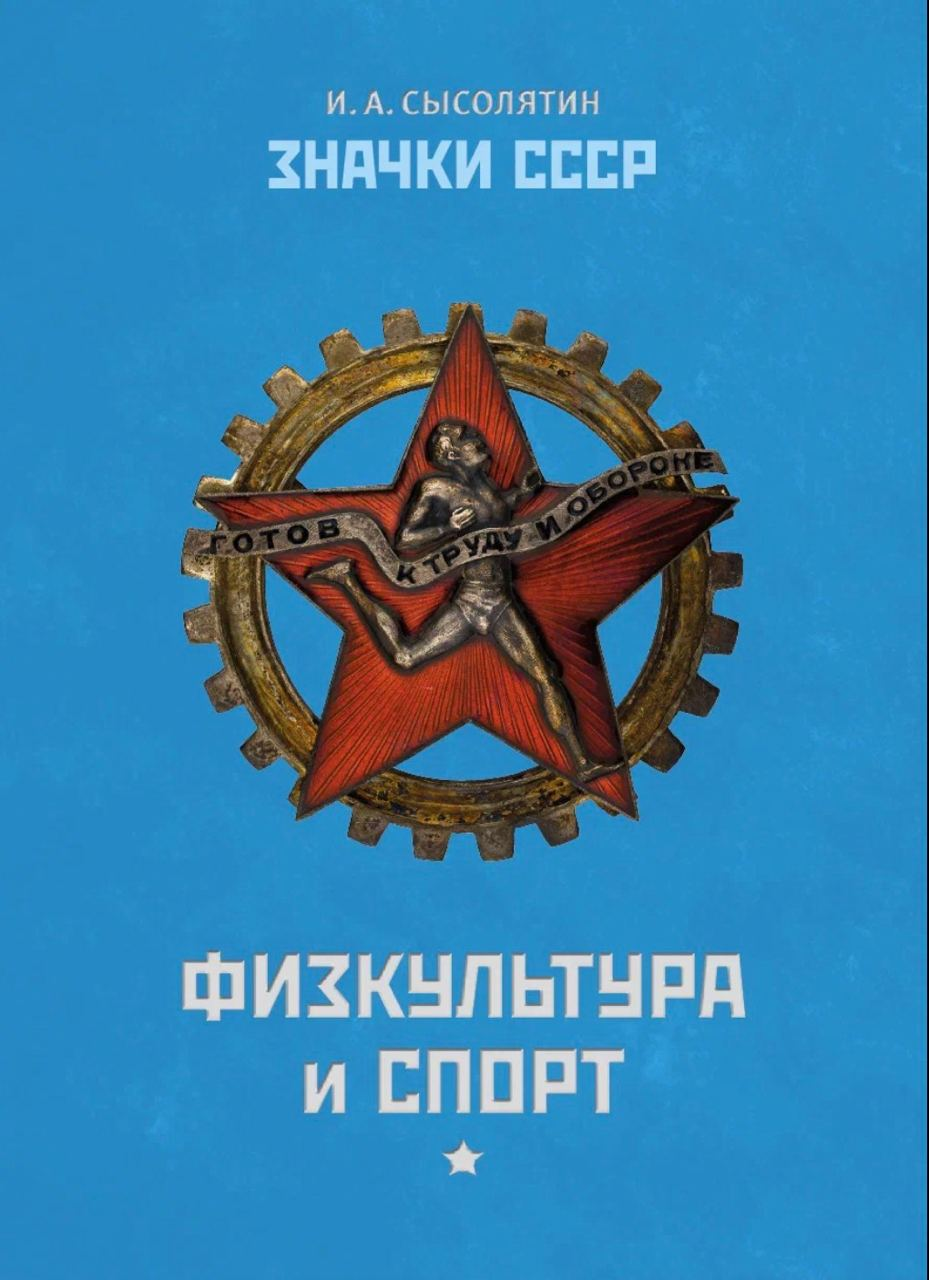
Книга Сысолятин И.А. Значки СССР. Том I. Физкультура и спорт.

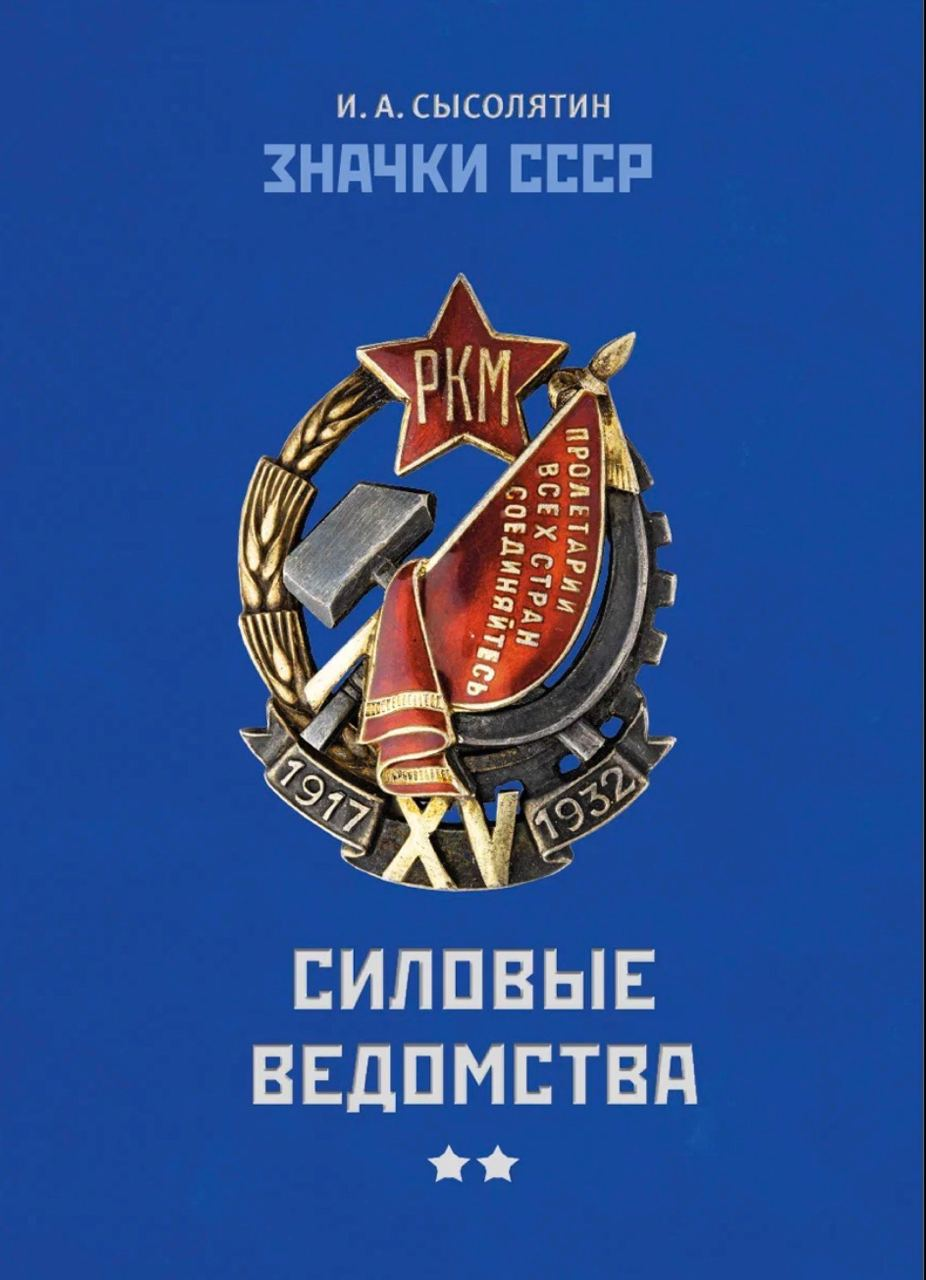
Книга Сысолятин И.А. Значки СССР. Том II. Силовые ведомства.

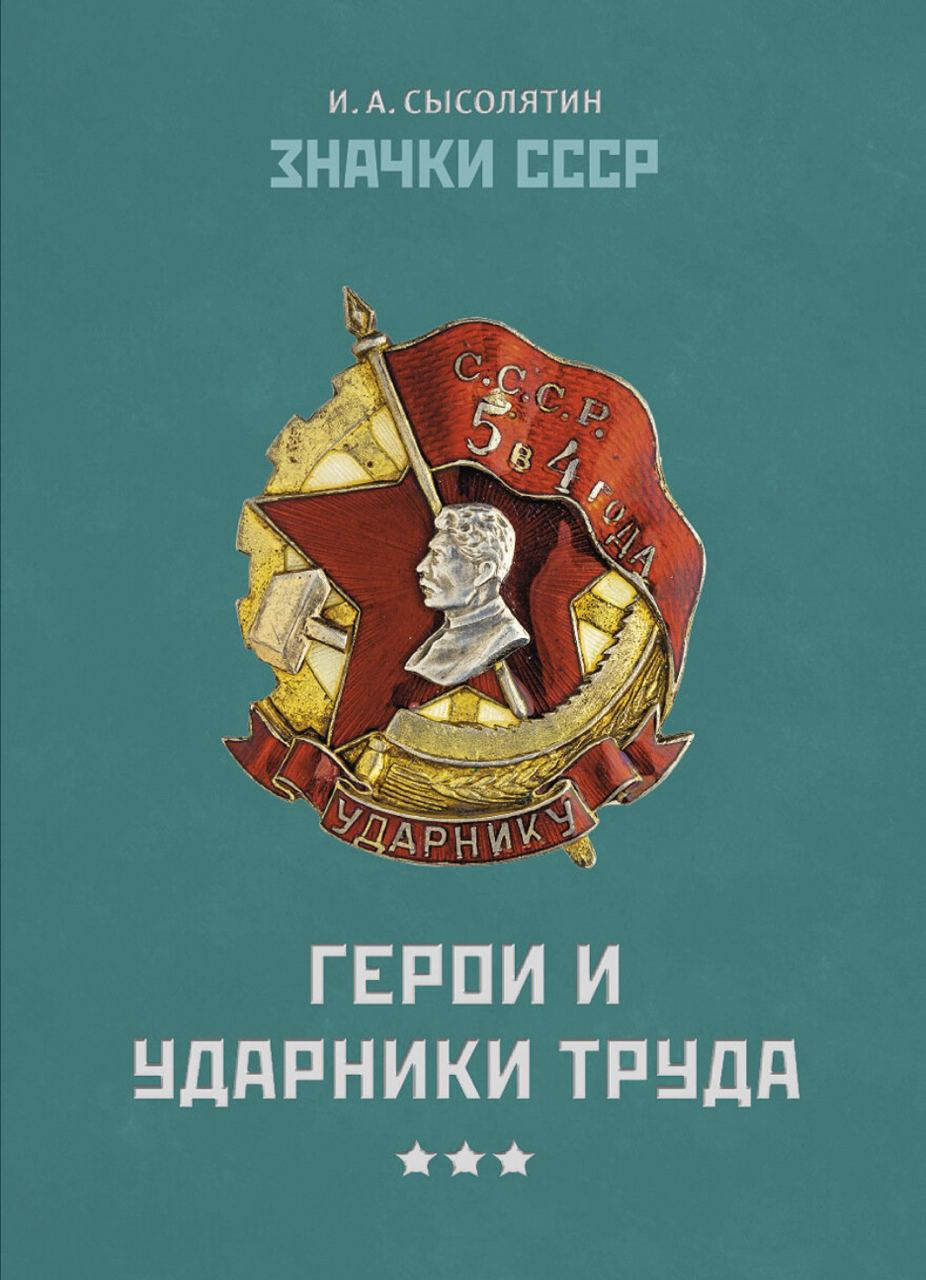
Книга Сысолятин И.А. Значки СССР. Том III. Герои и ударники труда.

С детства увлекался коллекционированием — марок, монет, значков. В 1990-е годы детские увлечения переросли в профессиональную деятельность. Занимался торговлей антиквариатом и предметами коллекционирования. Участвовал в становлении нумизматического бизнеса в России.
В 2000-е годы собрал лучшую на тот момент частную коллекцию медных монет России. Позднее увлекся коллекционированием монет СССР. В 2016 году часть коллекции монет СССР была продана на персональном аукционе нумизматического дома «Редкие монеты». В пост-релизе аукциона было написано:
«552 лота. Первый тематический аукцион в истории аукционного дома. Распродажа большой коллекции монет СССР в высочайшей сохранности. Большое количество монет в исполнении PROOF, среди которых редчайший набор 1924 года из коллекции Леонида Содермана. Было выставлено много пробных монет, в том числе набор 1924 года Бирмингемского монетного двора. Торги шли почти 10 часов, было продано 98 % лотов.»
Параллельно нумизматике, увлекся изучением и коллекционированием республиканских наград СССР 1920 — 1930-х годов. Тема первых наград СССР была слабо изучена и недостаточно освещена в научной литературе и в каталогах для коллекционеров. Игорь Сысолятин занялся изучением архивов как РФ, так и бывших союзных республик, исследовал музейные и частные собрания республиканских орденов, приобрел несколько известных коллекций и составил максимально полное собрание знаков, многие из которых были известны в единственном экземпляре. В поисках новых экземпляров для своей коллекции Сысолятин объездил весь мир, принимая участие в различных аукционах, выезжая регулярно в бывшие советские республики и отдаленные уголки России. На базе своей коллекции совместно с известным исследователем советской наградной системы Н. Н. Стрекаловым в 2012 году выпустил фундаментальный каталог советских республиканских наград, ставший главным пособием и источником информации для всех коллекционеров и любителей первых наград СССР.
С 2006 года в продолжение темы ранней советской фалеристики Сысолятин начал изучать и коллекционировать советские значки 1918 — 1950-х годов. Не ограничиваясь одной определённой темой, собрал коллекцию, включающую все огромное разнообразие значков СССР довоенного периода. В дальнейшем расширил коллекцию экспонатов как советского, так и постсоветского периода. Сысолятин стремился максимально полно представить в своем собрании все известные значки. На пике своего формирования коллекция насчитывала более 5000 экземпляров значков.
В 2020 году на базе своего собрания И. Сысолятин начал писать и издавать "Энциклопедию значков СССР". К июлю 2022 года вышло три тома: «Физкультура и спорт» (посвящен наградам и значкам советских спортсменов и различным спортивным обществам), «Силовые ведомства» (представлены все известные награды и знаки силовых ведомств СССР и союзных республик — ВЧК-ОГПУ, НКВД, МВД, Прокуратуры, Пожарной охраны и др.), «Герои труда и ударники» (представлено огромное многообразие трудовых наград советских граждан в эпоху трудовых побед и индустриализации страны 1920 — 1930-х годов). Приступил к созданию новых томов Энциклопедии, посвященных наградам Красной армии и флота 1918 — 1950-х годов, а также значкам отличников различных ведомств СССР.
В начале 2000-х годов Игорь Сысолятин начинает серьёзно интересоваться историей русской иконописи, что положило созданию одной из крупнейших частных коллекций русской иконы в мире. Источниками поступления раритетов в коллекцию Сысолятина стали самые труднодоступные российские деревни и села, а также мелкие и крупные аукционы по всему миру, арт-дилеры и галереи, отечественные и зарубежные коллекционеры. За 20 лет коллекционирования удалось собрать более 1000 икон музейного уровня, многие из них являются шедеврами национального значения. В современной России коллекция Сысолятина - одно из самых крупных собраний русской иконы.

В нулевые годы стали создаваться многочисленные крупнейшие частные коллекции, и фонды стали их собирать, и просто подвижники древнерусского искусства, и, безусловно, меня это как профессионального коллекционера зацепило, стало интересно: я стал понемногу изучать, разговаривать с профессионалами, с коллекционерами, дилерами, искусствоведами. Потихоньку я втянулся в это увлекательное занятие поиска сокровищ, шедевров и просто редких иконографических экземпляров по всему миру.
— Игорь Сысолятин, коллекционер

## Коллекция русской иконы
Коллекция Игоря Сысолятина охватывает все стили и направления, наглядно демонстрирующие историю иконописания в России за 500 лет. Начиная с классических образцов древнерусской иконы XV-XVI веков, икон строгановских мастеров, изографов Оружейной палаты Московского Кремля и заканчивая иконами разнообразных центров иконописания XVIII-XIX веков — Палеха и Мстеры, Холуя и Сызрани, Урала и Поволжья, севера и юга России и др.
В собрании представлено большое количество подписных произведений знаменитых и малоизвестных авторов. Царские изографы, создатели Строгановской школы иконописи — Назарий Истомин Савин, мастер Михаил, знаменитые мастера Оружейной палаты Московского Кремля — Тихон Филатьев, Кирилл Уланов, Василий Козьмин, Лаврентий и Георгий Туфановы, Семен Спиридонов Холмогорец, известные иконописцы эпохи барокко XVIII века  Василий Вощин-Чудовский, Иван Александров, Иван Максимов, Иван Гусятников, Стефан Волков, личный иконописец графа П. Б. Шереметева  — Михаил Фунтусов, кинешемец Петр Ананьин, известный иконописец из Великого Устюга Дмитрий Гоголицын, Холуйские мастера Сергей Денисов и Дмитрий Тепляков, знаменитый придворный художник Владимир Лукич Боровиковский, М. Деев и др. Имена придворных иконописцев XIX века и лучших старообрядческих мастеров — В. Пешехонова, мастерской Богатыревых, М. Е. Белоусова, Корина, Краузова, З. Бронина, Иудина и др. — отмечены в коллекции первоклассными образцами авторских работ.
Особое место в собрании И. Сысолятина занимает раздел эпохи серебряного века конца XIX — начала XX вв., представленный именами императорских и великокняжеских поставщиков и талантливых иконописцев этой эпохи — В. Гурьянов, М. Дикарев, О. Чириков, Н. Емельянов, Епанечников, Бочкарев, В. Тюлин, Богатенко, Вашуров и др. Игорь Александрович Сысолятин продолжает традиции русских предпринимателей-меценатов Морозовых, Строгановых, Рябушинских, Рахмановых, Щукиных, Солдатенковых.

## Возвращение святынь в Россию
В июле 1928 года было подписано постановление Совнаркома СССР «О выделении и экспорте антикварных ценностей» и экспорт художественных ценностей приобрел плановый характер. В Госторге РСФСР была образована «Главная контора по скупке и реализации антикварных вещей» сокращенно «Антиквариат». В ноябре 1929 г. решением СТО «Главная контора по скупке и реализации антикварных вещей» была преобразована во Всесоюзную Государственную Торговую Контору «Антиквариат» и перешла от Госторга РСФСР в ведение Внешторга СССР.
При составлении коллекции икон И. Сысолятин уделяет внимание поиску и приобретению важных для истории России святынь. В конце 1920-х — 1930-х годах правительством СССР с целью притока твердой валюты в бюджет, необходимой для оплаты гигантских строек первых пятилеток, было продано значительное количество шедевров и предметов искусства за границу: императорские пасхальные яйца Фаберже, драгоценности великокняжеского периода, живописные полотна знаменитых мастеров из Эрмитажа и других музеев, экспроприированные у церкви и населения ценности и многое другое. Не обошла участь и шедевры древнерусского искусства.
Для знакомства западного мира с красотой русской иконы правительством СССР была организована международная выставка шедевров русских музеев, проходившая в конце 1920-х — 1930-х гг. в Германии, Англии и США. Куратором выставки «Знакомство западного мира с русской иконой» был назначен Игорь Грабарь — известный российский и советский художник, искусствовед и реставратор. Выставка имела огромный успех на западе, но из-за развернувшегося шума о распродаже национальных сокровищ в эмигрантской среде с распродажей решено было повременить и вернуть все экспонаты обратно в страну. Но не все шедевры этой выставки успешно вернулись в СССР. Часть икон все же была продана и нашла свое достойное место в западных музейных и частных собраниях. Одну из таких икон «Распятие» XV века И. Сысолятину удалось отыскать в Германии, выкупить и вернуть на Родину.

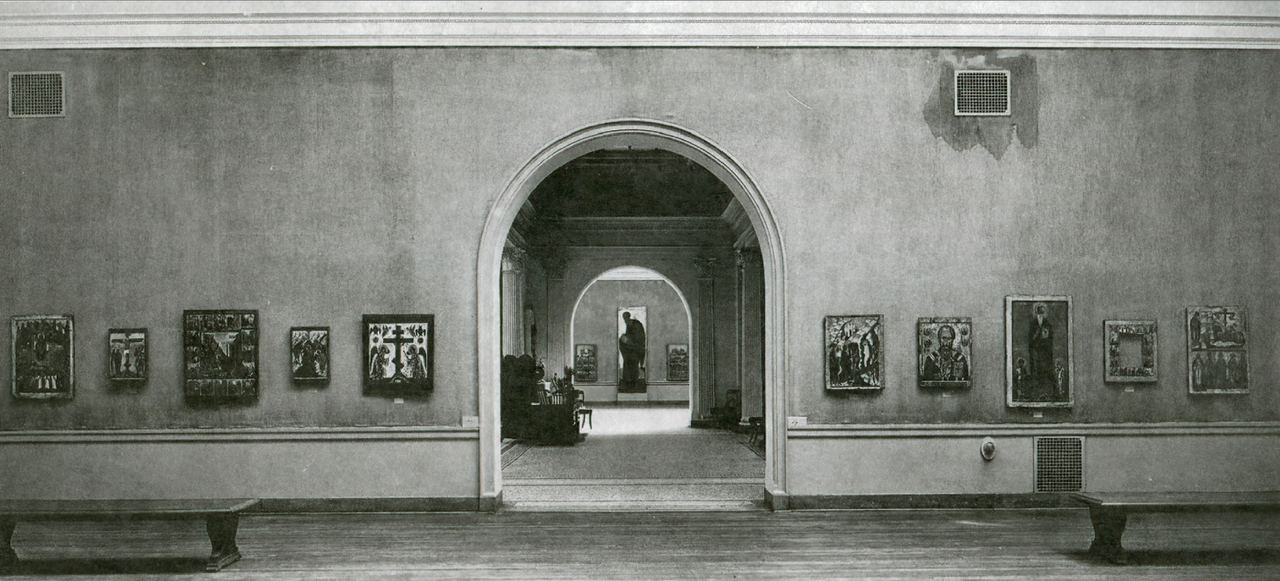
Экспозиция зарубежной выставки русских икон 1929 – 1932 гг. в США. Икона «Распятие» – вторая слева.

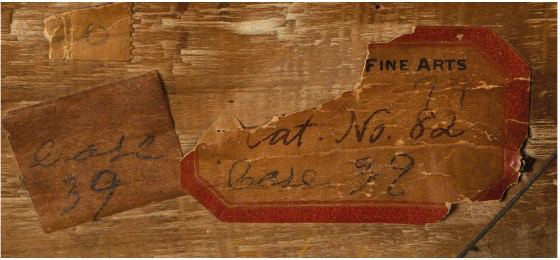
Наклейки на обороте иконы «Распятие».

Важным для истории страны памятником в собрании И. Сысолятина является икона XVI века Новгородских святых епископов Никиты Печерского и Иоанна. Эта икона до революции находилась в известном старообрядческом собрании Е. Егорова, затем попала в коллекцию Государственного исторического музея, а оттуда в знаменитое иконное собрание Государственной Третьяковской галереи. Но, по предписанию правительства, была в составе других памятников древнерусского искусства продана за рубеж и оказалась в знаменитой коллекции американского промышленника Джорджа Ханна. Сысолятину спустя почти век удалось приобрести в США эту икону для своего собрания.
Множество предметов интерьера царских дворцов, в том числе и иконы были проданы за рубеж при посредничестве Арманда Хаммера и др. Есть такие иконы и в собрании И. Сысолятина. Икона святого Николая Чудотворца, тезоименитая последнему русскому императору Николаю II работы придворного художника-иконописца Николая Емельянова и иконописной фирмы поставщика императорского двора Епанечникова. Она имеет редкий штамп и инвентарный номер кабинета Его Императорского величества и свидетельствует о том, что она лично принадлежала императору Николаю II. Ещё один интересный памятник предреволюционного времени в истории страны является икона-триптих «Божья матерь Знамение Серафимо-Понятаевская». Икона написана последним царским иконописцем Н. Емельяновым, при участии В. Васнецова и мастерской Фаберже. Она была подарена императрицей Александрой Федоровной полковнику Собственного Его Императорского Величества Сводного пехотного полка Дмитрию Николаевичу Ломану (1868—1918) в честь окончания строительства Государева Феодоровского собора в Царском селе. Полковник Дмитрий Николаевич Ломан (1868-1918) в 1910 года стал ктитором (церковным старостой) Федоровского собора в Царском селе. Он был любителем русской старины, в его квартире бывали И. Я. Билибин, В. М. и А. М. Васнецовы, М.В.Нестеров, П.Н.Пашков, С. А. Есенин. После революции полковник Д. Н. Ломан был расстрелян, а икона продана за границу. До 1980-х годов находилась в собрании генерал-губернатора Бермудских Островов сэра Эдвина Хартли Камерона Лезера (1919—2005).

## Проекты и выставки

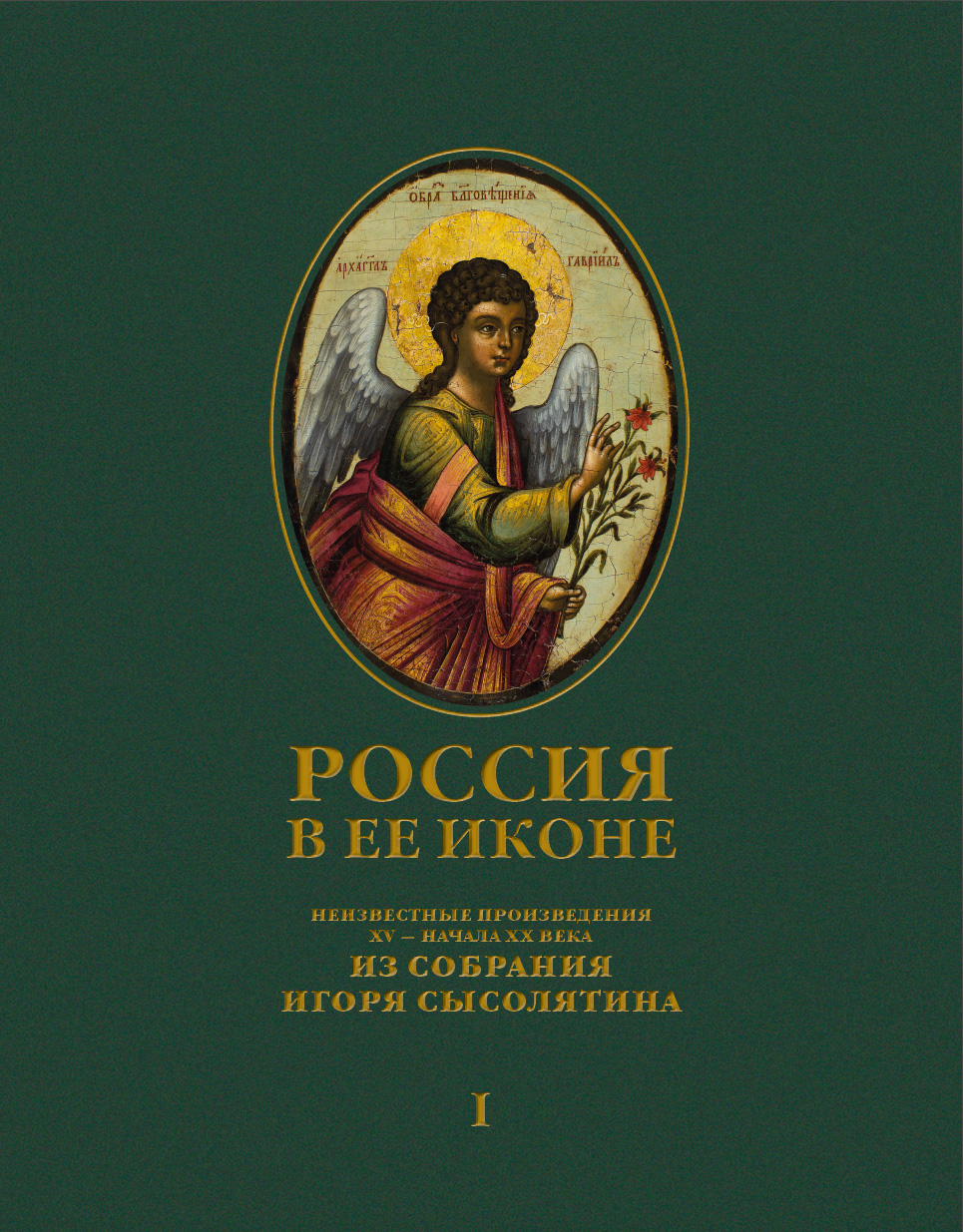
Каталог выставки "Россия в ее иконе", часть 1.

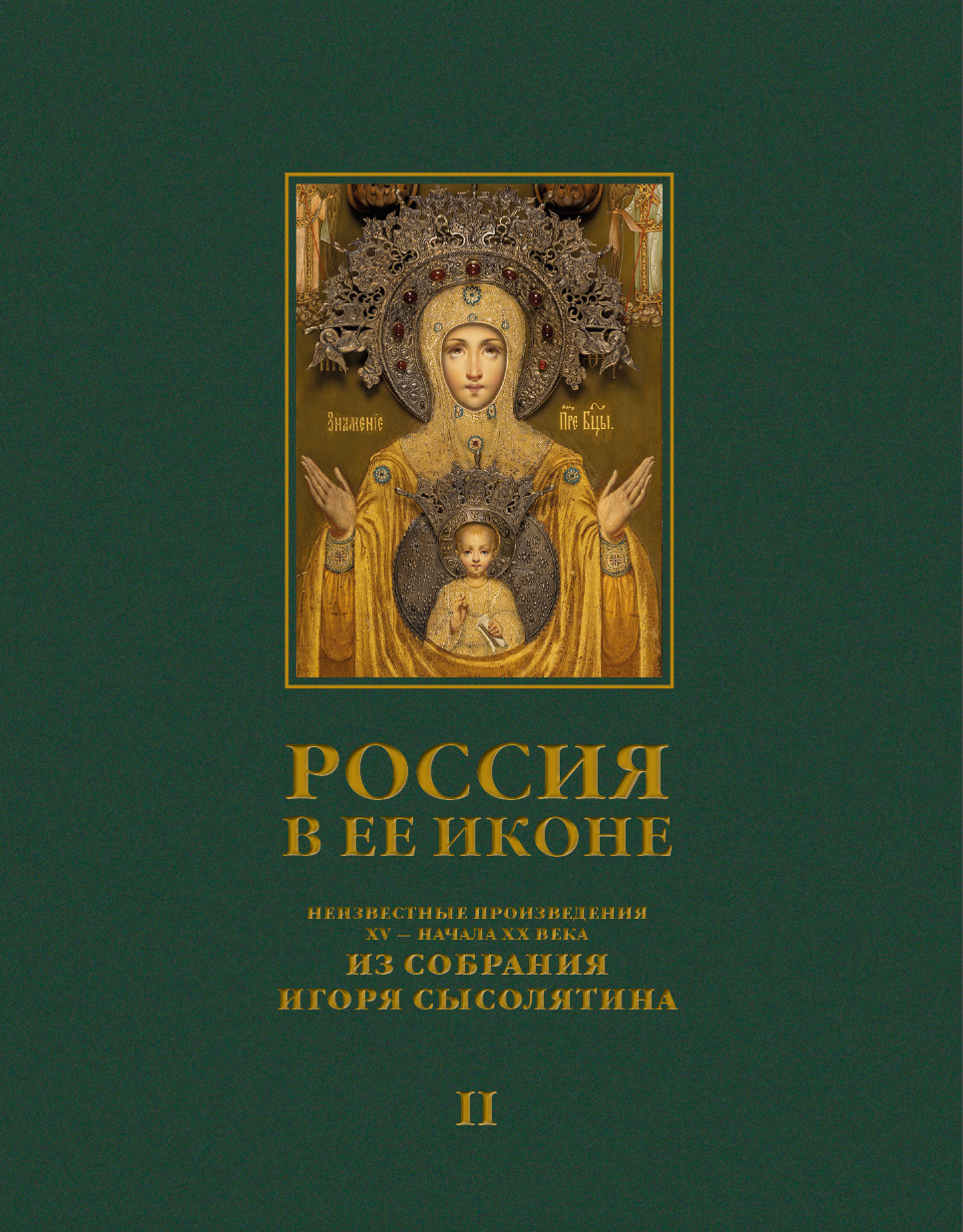
Каталог выставки "Россия в ее иконе", часть 2.

Январь 2021 г. — Выставка «Свидетель истории. Образ Богоматери Серафимо-Понетаевской из собрания Игоря Сысолятина». Центральный музей древнерусской культуры и искусства имени Андрея Рублёва. Куратор выставки — начальник отдела экспертизы и искусствоведческих заключений Музея имени Андрея Рублева, кандидат искусствоведения Ж. Г. Белик. Представленная икона из частного собрания Игоря Сысолятина некогда она принадлежала штаб-офицеру для поручений при Дворцовом коменданте полковнику Дмитрию Николаевичу Ломану – доверенному лицу императрицы Александры Феодоровны и другу Григория Распутина. Образ висел в кабинете Д.Н. Ломана в Царском Селе и вместе с другим дворцовым имуществом был продан за рубеж после революции. Помимо исторической значимости икона обладает большой художественной ценностью. Её автором был один из самых ярких иконописцев начала XX века Николай Сергеевич Емельянов. Из-за сложной эпидемиологической ситуации на фоне распространения COVID-19 экспозицию перенесли в онлайн-формат.
В июне 2022 года в Музее русской иконы имени М. Абрамова открылась выставка избранных произведений из коллекции И. Сысолятина «Россия в ее иконе», неизвестные произведения XV — начала XX века. На выставке представлено 320 икон, отобранных искусствоведами из обширной коллекции И. А. Сысолятина и охватывающих всю историю иконописания в России. К выставке ведущими искусствоведами страны (А. С. Преображенским, Л. П. Тарасенко, Н. И. Комашко, Я. Э. Зелениной, Ж. Г. Белик и др.) был подготовлен двухтомный каталог, в который вошли монографии с описанием и исследованием выставленных шедевров. Куратором выставки и научным руководителем проекта является А.С. Преображенский — российский искусствовед, доцент кафедры истории отечественного искусства исторического факультета Московского государственного университета им. М. В. Ломоносова, старший научный сотрудник сектора древнего искусства Государственного института искусствознания. Большая часть работ представлена широкой публике впервые, так как основу коллекции составили произведения, проданные или вывезенные за границу многие десятилетия назад и вернувшиеся в страну усилиями коллекционера.
В декабре 2023 года в Центральном музее древнерусской культуры и искусства им. Андрея Рублёва открылась выставка "Иконописные редкости", основную часть экспозиции составили иконы конца XVII — начала XX века из частного собрания И. А. Сысолятина. Это редко встречающиеся варианты изображений Святой Троицы, Христа, Богоматери и событий евангельской истории, гимнографические и дидактические сюжеты, иллюстрации евангельских притч, литургических песнопений и нравоучительных сочинений, а также необычные образы широко почитаемых и малоизвестных святых.

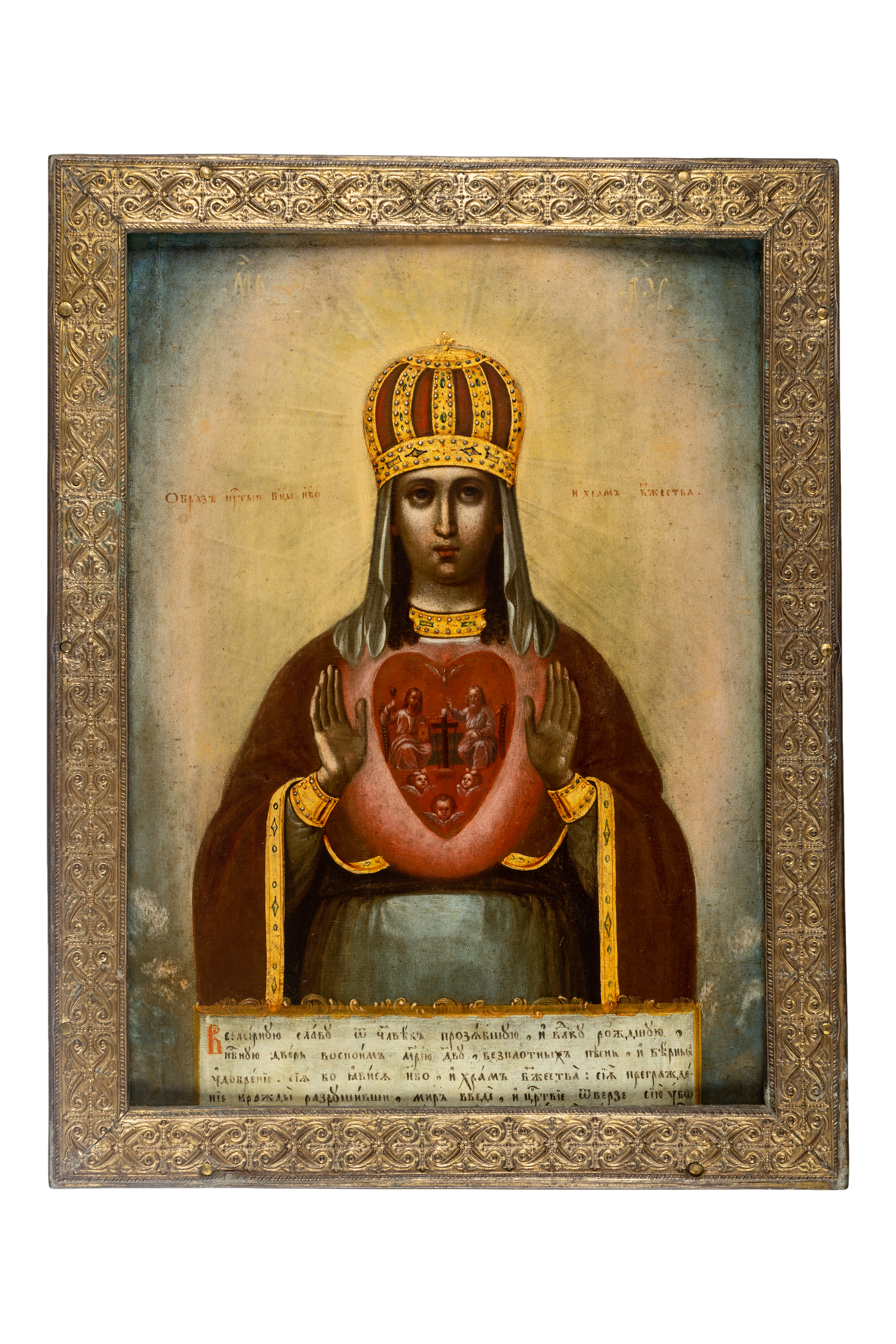
Богоматерь "Небо и храм Божества". Середина XIX века, Центральная Россия
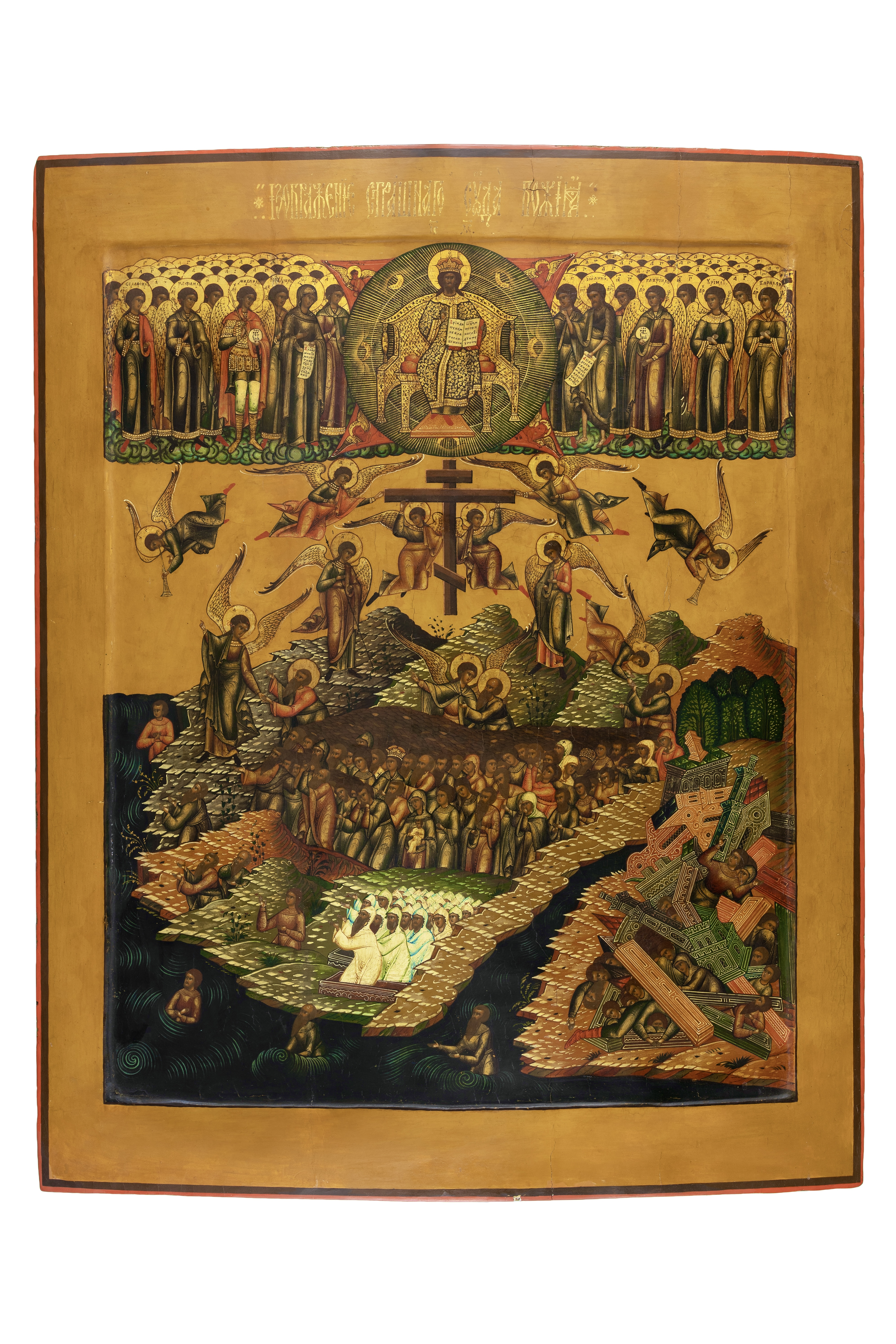
Второе пришествие Христово (Страшный суд). XIX век, Мстера
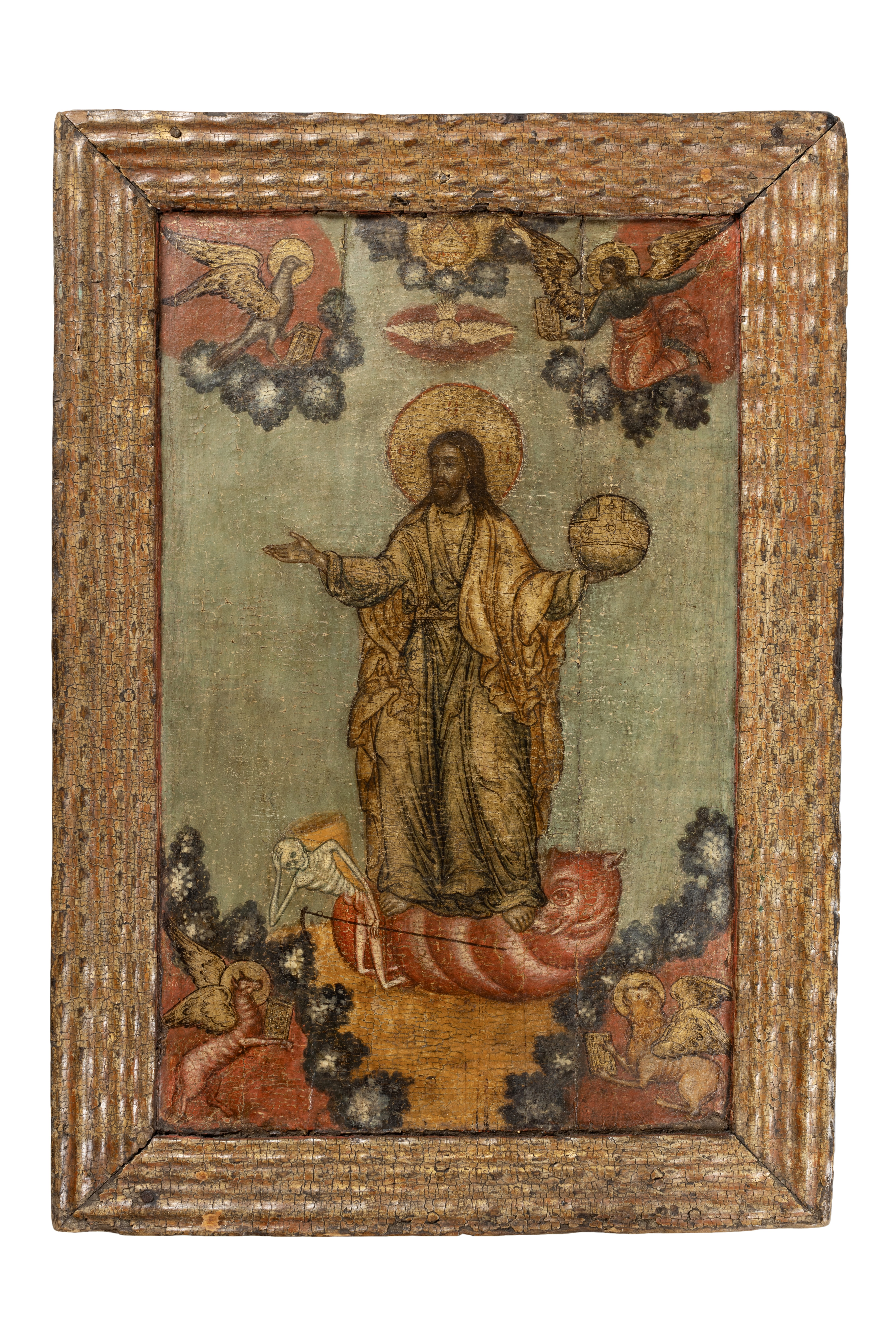
Христос попирающий смерть. XVIII век, Вологда
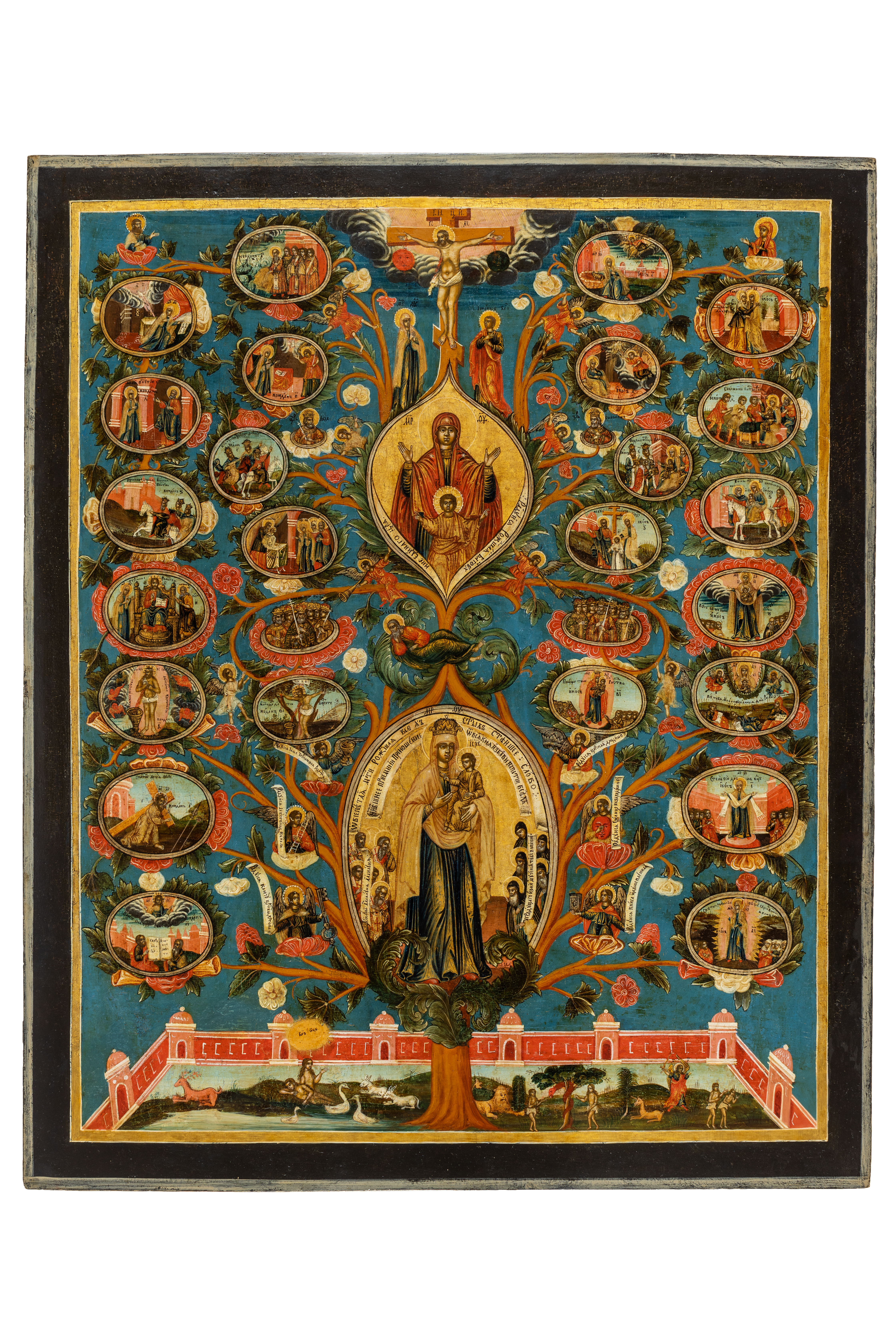
Акафист Богоматери. XVIII век, Заволжье
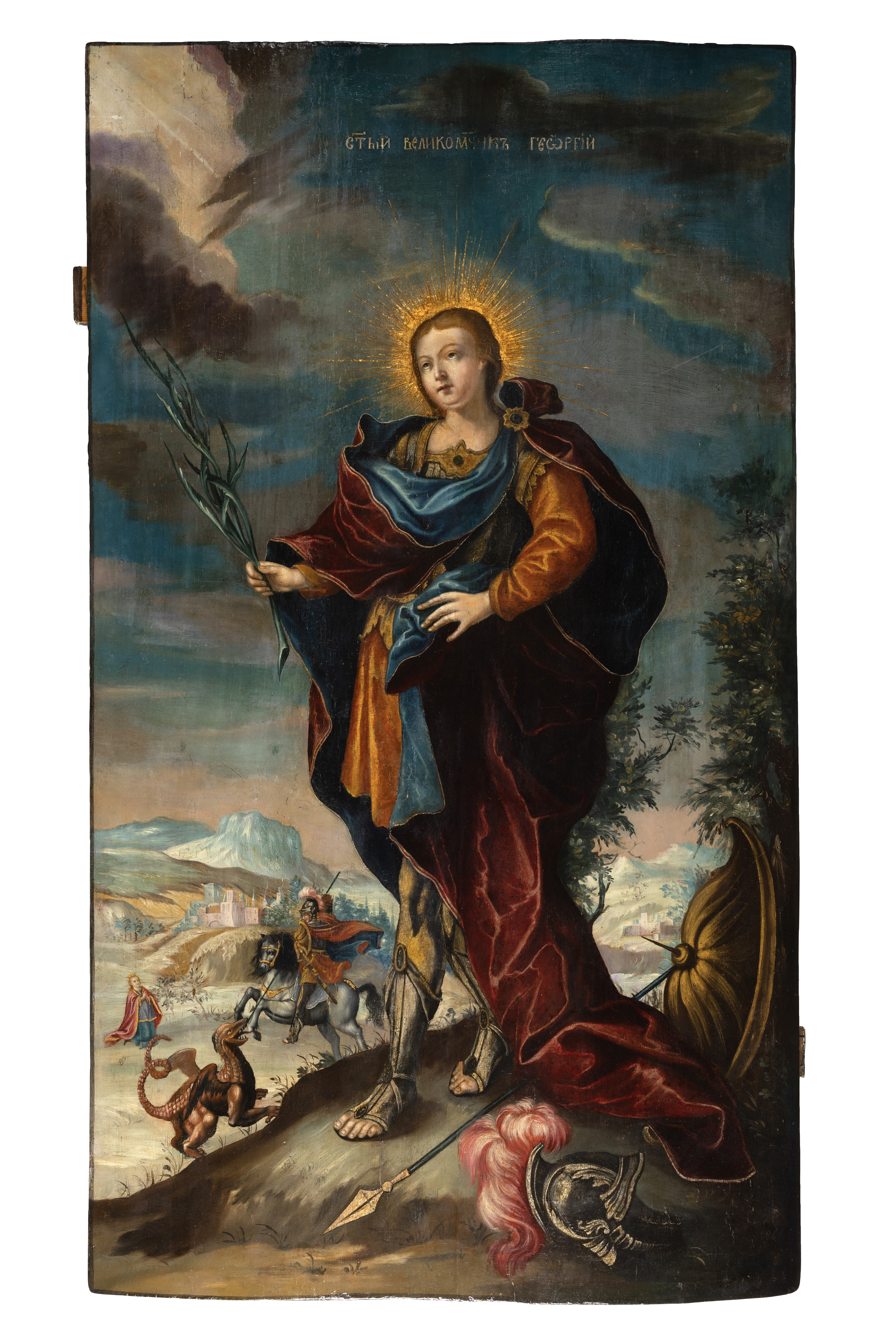
Великомученик Георгий Победоносец со сценой Чуда Георгия о змие. XVIII век, Федор Леонов (?)

## Шедевры коллекции Игоря Сысолятина
С 2000-х годов Игорь Сысолятин собрал оригинальные иконы, представляющие практически все русские школы и художественные стили: написанные в столицах искусства Руси XV–XVI веков, новооткрытые иконы строгановских мастеров, работы изографов Оружейной палаты и их последователей, яркие провинциальные образцы XVII столетия, эффектные произведения эпохи барокко из Москвы, Великого Устюга и Кинешмы, произведения из старообрядческих регионов, искусство иконников Палеха и Мстёры и работы мастеров второй̆ половины XIX – начала XX века. Некоторые ранние произведения из собрания интересны не только как произведения искусства своего времени, но и как артефакты, отражающие историю художественного наследия России, открытия средневековой русской иконы и отечественного музейного дела.

Особое место в коллекции занимают шедевры XV века, икона «Распятие» – редчайший для своего времени пример эпистилия, и выдающийся образец парной иконографии из коллекции известного московского старообрядца Егора Егорова – «Святители Никита и Иоанн, епископы новгородские», XVI века. «Святители» находились в собрании Государственной Третьяковской галереи и были проданы советским правительством за границу в 1930-е годы. «Распятие» экспонировалось за рубежом в рамках выставки Игоря Грабаря «Знакомство западного мира с русской иконой», после которой не вернулась домой. 
Огромной удачей стало приобретение подписного шедевра Николая Емельянова, иконы-триптиха с образом Богоматери Знамение Серафимо-Понетаевской. Выдающийся образец, любимый молельный образ последней императрицы Александры Федоровны, это памятник со сложнейшим иконографическим замыслом и эффектными резными деталями в духе неорусского направления стиля модерн. Императрица подарила её полковнику Дмитрию Ломану в честь окончания строительства царскосельского Фёдоровского собора.
— Александр Преображенский, ст. науч. сотр. сектора древнерусского искусства Государственного института искусствознания

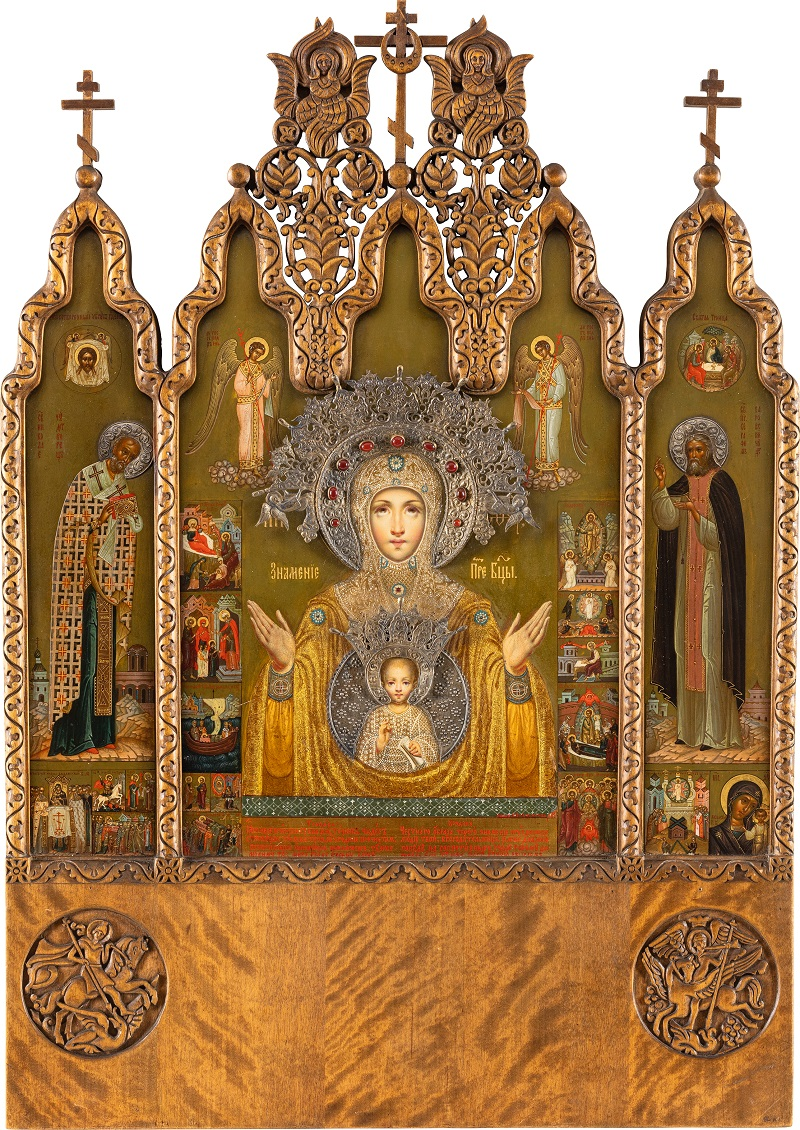
Богоматерь Знамение Серафимо-Понетаевская, с избранными святыми и праздниками (икона-триптих), 1910-е гг., Москва. Принадлежала Д.Н.Ломану. В советское время продана за рубеж. В 1970 г. выставлялась в Bowater Gallery (Лондон), где была приобретена миссис Гарольд Лезер из Гамильтона. Приобретена в США.
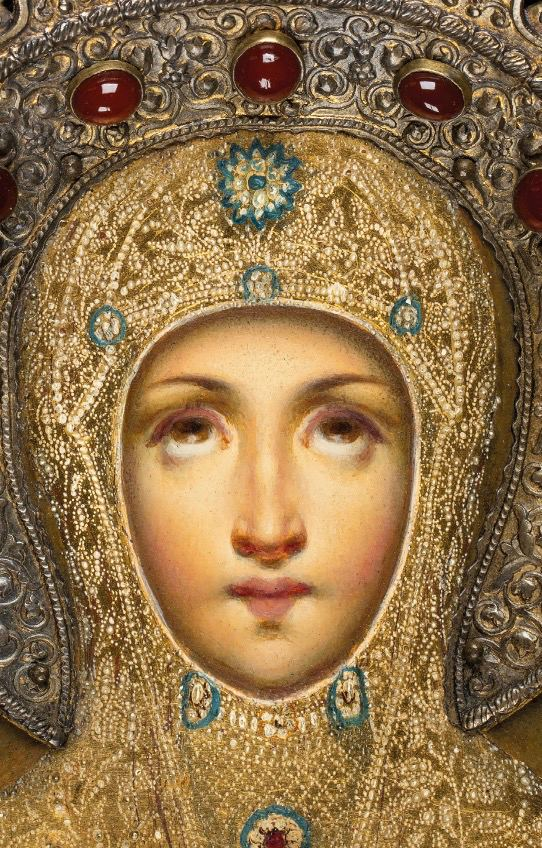
Богоматерь Знамение Серафимо-Понетаевская, фрагмент.
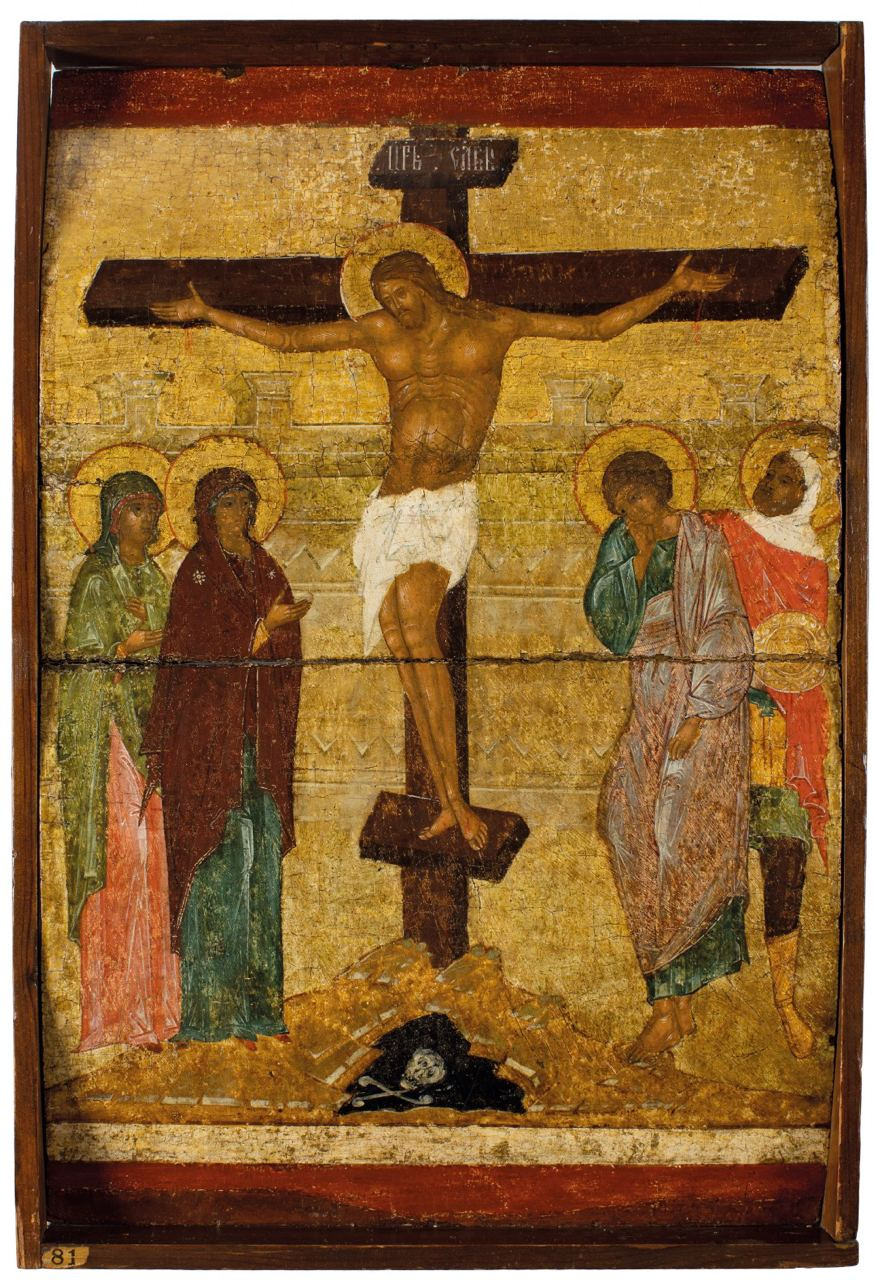
Распятие. Конец XV – начало XVI в., Новгород. В конце 1920-х гг. находилась в государственном музейном фонде, откуда была вывезена на зарубежную выставку русских икон. Экспонировалась в Лондоне и США. Приобретена в Германии.
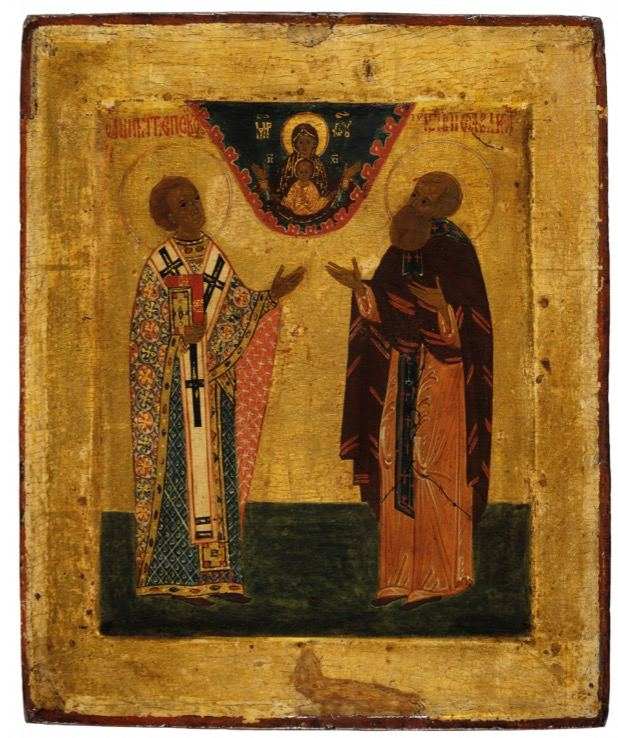
Святители Никита и Иоанн, епископы Новгородские, 2-я половина XVI в. Новгород. Находилась в московском собрании Е.Е.Егорова (1862 – 1917), в его составе поступила в Румянцевский музей, затем в ГИМ, в 1930 г. – в Государственную Третьяковскую галерею. С середины 1930-х гг. в коллекции Дж. Р. Ханна (1890 – 1979) в Питтсбурге, США. В 1980 г. выставлялась на аукционе Christie`s (Нью-Йорк). В 2021 г. - на аукционе Doyle (Нью-Йорк).
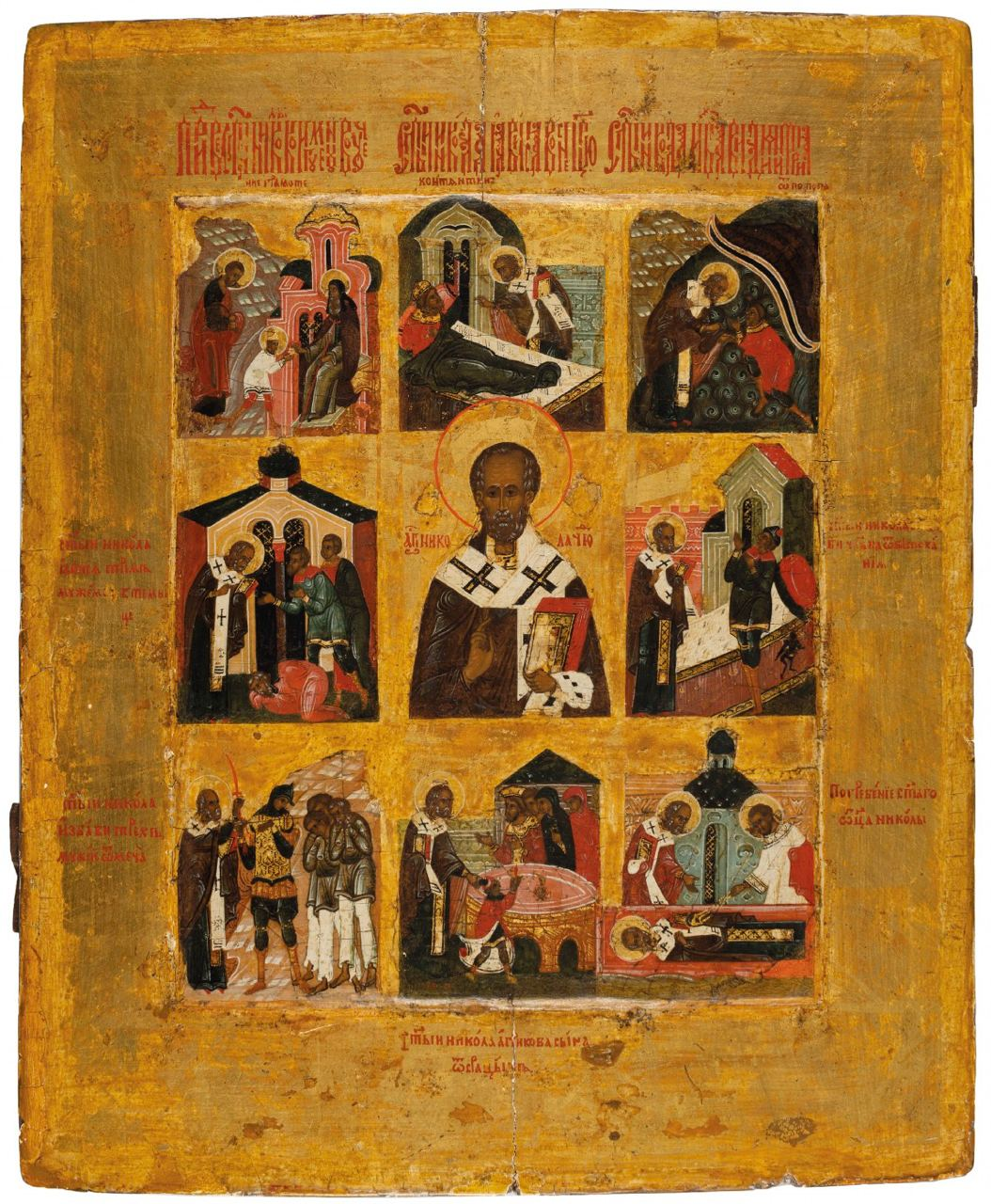
Святитель Николай Чудотворец, с житием (Великорецкий) 1550-е – 1560-е гг. (новгородский мастер). Находилась в собрании о. Г.Арендта в Кельне, с 2010 г. в собрании Н.В.Задорожного. Приобретена в Москве.
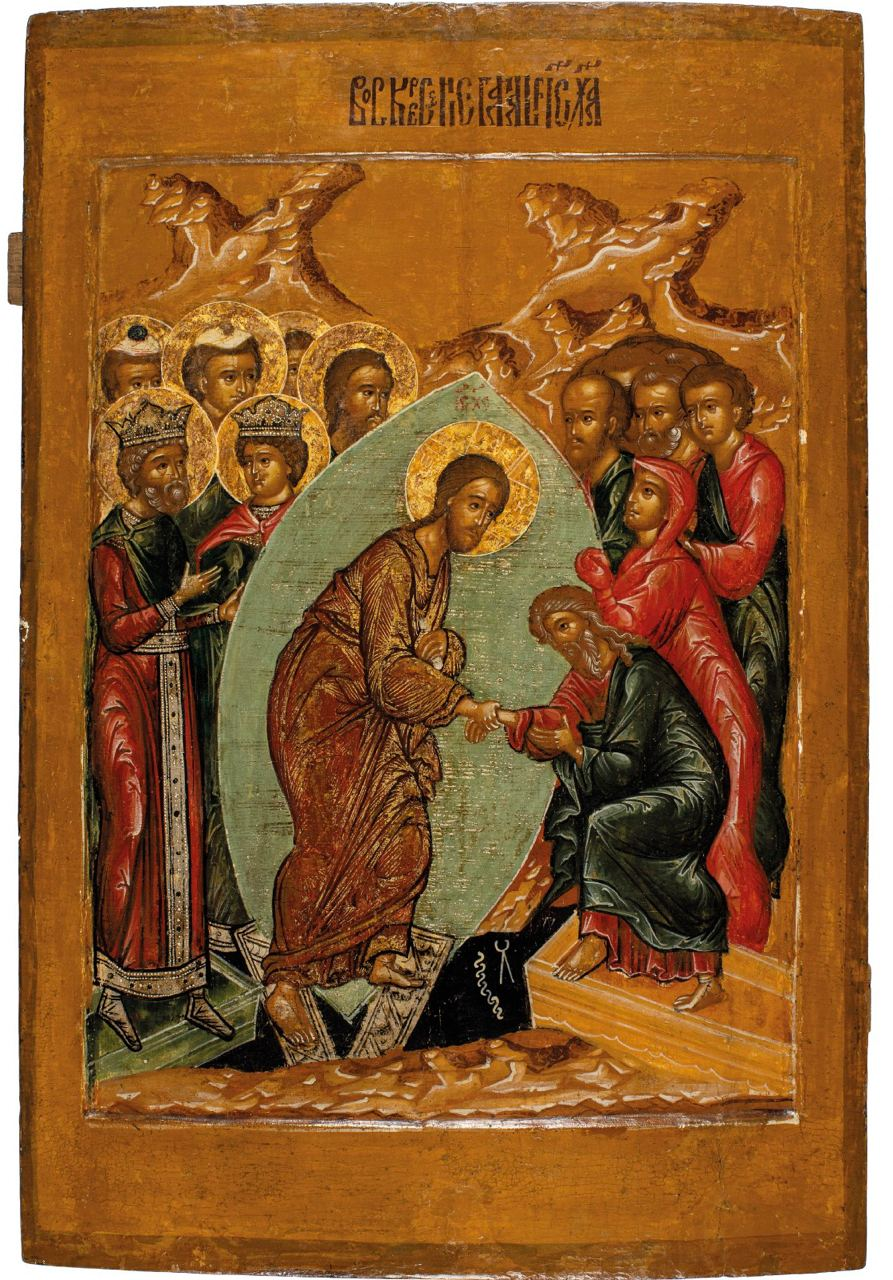
Воскресение Христово (Сошествие во ад) (из праздничного чина) 1640-е – 1650-е гг. Москва. Происхождение неизвестно. Находилась в галерее икон Морсинк (Амстердам). Приобретена в Нидерландах.
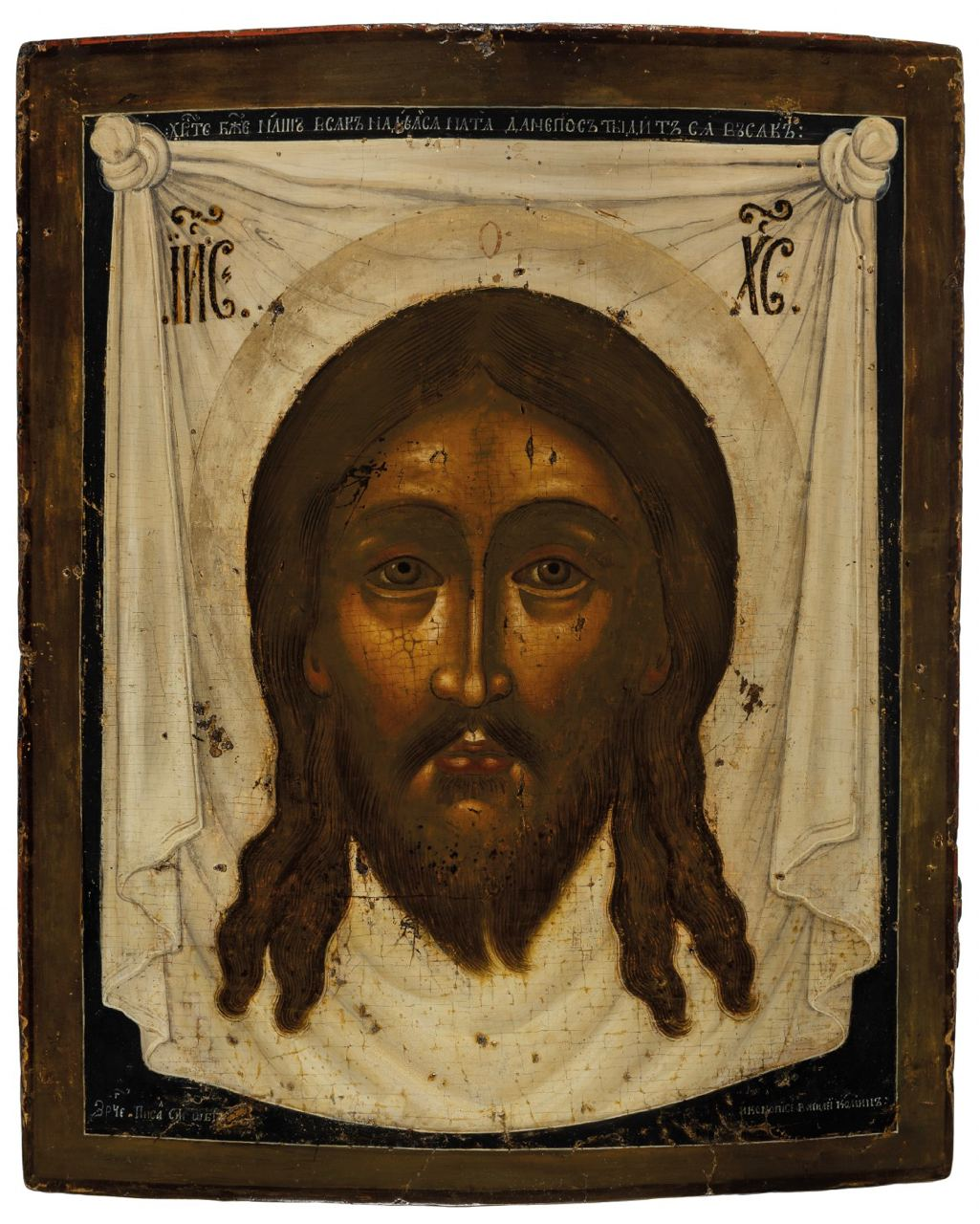
Спас Нерукотворный 1686/1687 г. Кострома, круг мастеров Оружейной палаты. Василий Козмин (Козьмин). Происхождение неизвестно. Приобретена в Германии.

Особое место в коллекции И. Сысолятина занимает уникальная икона XVI века «Стена еси девам, Богородице дево…» из коллекции реставратора и историка искусств Николая Померанцева. Образ с таким сюжетом не представлен ни в одном из мировых музеев.

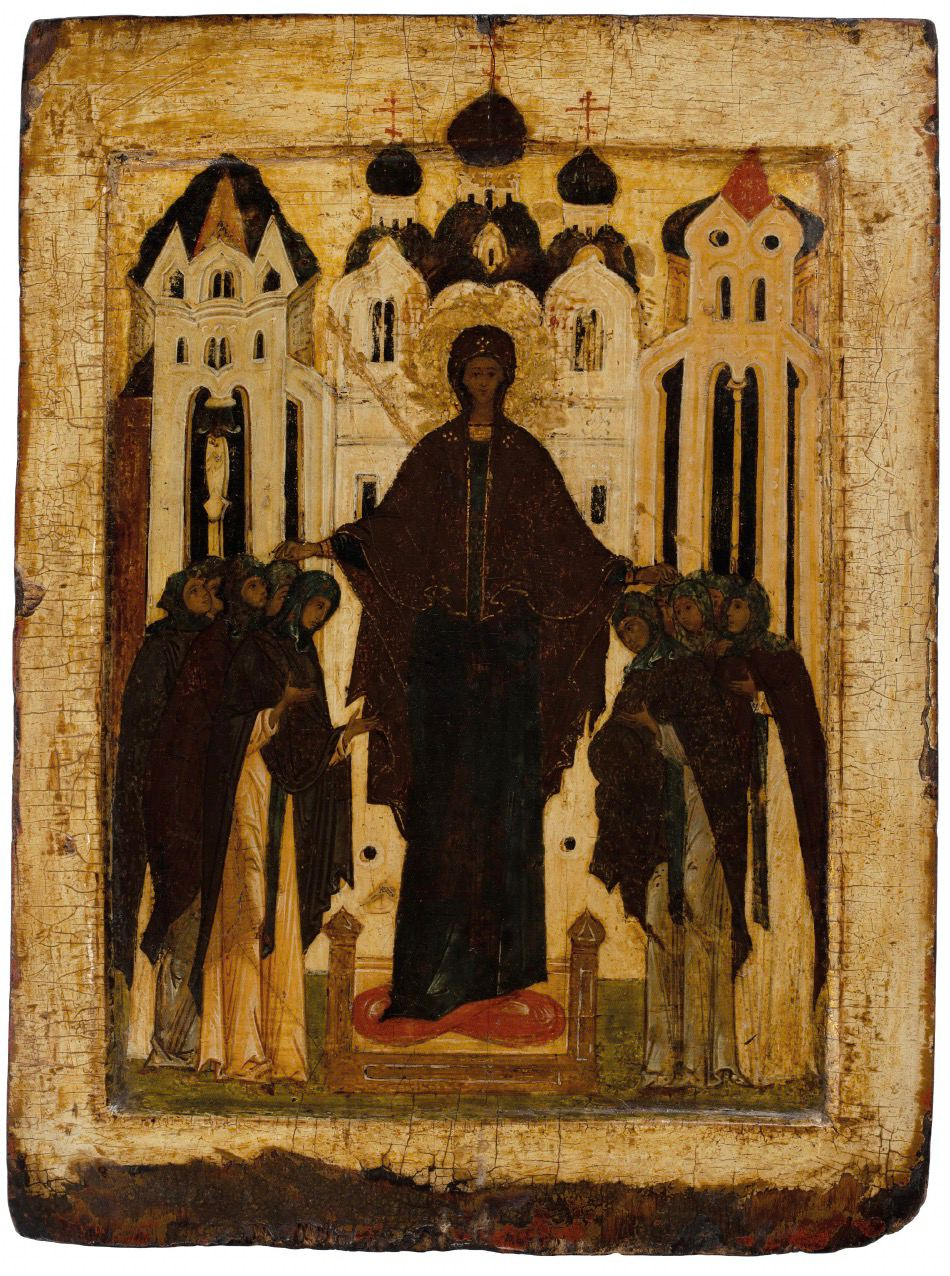
«Стена еси девам, Богородице дево…» (10 икос Акафиста Богоматери). Середина – третья четверть XVI в. Новгород.
Находилась в собрании реставратора и историка искусства Н.Н.Померанцева (1891 – 1986).

К иконе прилагается рукописный текст, возможно принадлежащий Н. Н. Померанцеву: «"Стена еси девам" или "Под твой покров прибегаем дева" Конца 15 – нас 16 века. Очень редкая и интересная вещь; годится для Третьяковки. (Дионисиевская Школа). По-видимому идет из Покровского Суздальского монастыря, куда ссылались жены царей. Это подтверждается также наличием 3х-главого собора, имеющегося в Покровском монастыре». 
Композиция основана на тексте 10 икоса (19 строфы) Акафиста Богородице. Считается, что на этой иконе представлено пострижение в монахини, но речь, несомненно, идет об иноке, уподобленном ангелу. 
— Александр Преображенский, ст. науч. сотр. сектора древнерусского искусства Государственного института искусствознания
Ряд памятников XVII века начинается группой произведений годуновского периода и эпохи первых Романовых. Среди них центральное место занимают новооткрытые иконы, заказанные представителями семейства Строгановых. Одна из них — «Благовещение», связанная с творчеством крупнейшего иконописца первой трети XVII столетия Назария Истомина Савина.
Основу раздела позднего XVIII века составляют эффектные столичные иконы эпохи барокко и рококо. Так, мерная икона 1763 года с тремя фигурами избранных святых является одним из самых впечатляющих произведений Михаила Фунтусова, тесно связанного с родом графов Шереметевых. К последней трети XVIII столетия относится также   расцвет старообрядческой иконописи Урала, Выга и Верхнего Поволжья — в частности, Романова-Борисоглебска, а также села Павлово на реке Оке близ Нижнего Новгорода. Одной из жемчужин этого раздела можно назвать икону «Страшный суд». Работа была приобретена в Нижегородской области в семье, где хранилась больше 200 лет, за это время олифа почернела настолько, что было сложно определить сюжет произведения.
Богоматерь с Младенцем на престоле с Апостолом Филиппом и священномученником Ипатием Гангрским, первая треть XVI в., Кострома, новгородский мастер. Икона, тесно связанная со знаменитым Ипатьевским монастырем в Костроме, рядом с Богородицей изображены святые, в благодарность которым был основан монастырь. Согласно легенде, монастырь основан около 1330 года татарским мурзою Четом, родоначальником рода Годуновых и Сабуровых, бежавшим из Золотой Орды к Ивану Калите и принявшим в Москве крещение под именем Захария. В месте, где сейчас расположен монастырь, ему было видение Божией Матери с предстоящими апостолом Филиппом и священномучеником Ипатием Гангрским. Результатом видения стало его исцеление от болезни. Произведение отображает ранний этап истории обители, которая тесно связана с именами Годуновых и Романовых.
История с возвращением в Россию почти спустя 100 лет одного из шедевров коллекции — иконы "Распятие", связана с аукционом в Дюссельдорфе. Игорь Сысолятин рассказывает, как однажды консультант его собрания обратил внимание на то, что на аукционе в Дюссельдорфе выставлена икона XV века. Сысолятин срочно вылетел в Дюссельдорф. Вместе с ним на аукцион отправился ведущий российский реставратор темперной живописи, специалист ГосНИИР Виктор Баранов. Там, в пространстве аукционного дома, реставратор развернул свою полевую исследовательскую лабораторию. Баранов сразу же обратил внимание на инвентарные и каталожные номера 1920-х годов: «Игорь, смотри, это с Грабаревской выставки. Шедевр из тех, что пропали». Реставратор уже работал в Третьяковской галерее с иконами, побывавшими в знаменитом турне, организованном Грабарем, и был знаком с их маркировкой. С подачи Виктора Баранова Игорь Сысолятин купил икону "Распятие".

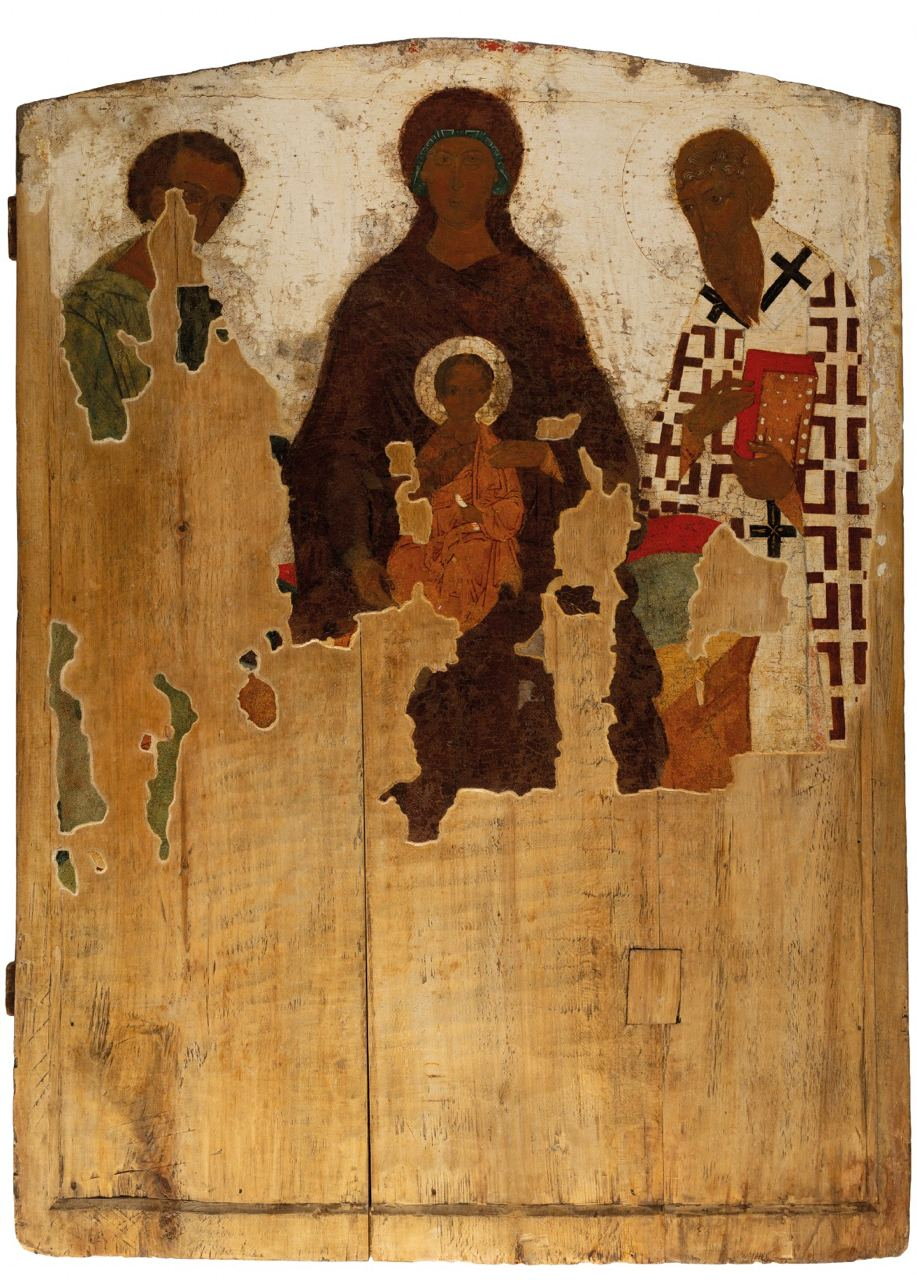
Богоматерь с Младенцем на престоле с апостолом Филиппом и священномученником Ипатием Гангрским, первая треть XVI в., Кострома.